# Acció física
Una acció és un moviment d'un ésser viu fet amb voluntari i amb una intenció determinades. És l'objecte principal d'estudi de la filosofia de l'acció, tot i que també s'estudia a altres branques de la filosofia, com la filosofia política i la filosofia de la ment, destacant els treballs de Hannah Arendt, Henri Bergson i Jean-Paul Sartre. És igualment l'objecte principal d'estudi i de treball de l'actor, des de la perspectiva de les arts escèniques.
Alguns autors fan diferència entre l'acció física, que podem veure o percebre pels sentits, i una acció que es podria anomenar "interna", "mental" o "psíquica" i seria un moviment o modificació a la psique; per exemple té una idea, canvia d'estratègia o decideix alguna cosa. Aquestes accions interiors no es veuen, l'actor no té més remei que verbalitzar-les o mostrar-les mitjançant accions físiques. Per a Eugenio Barba no existeix una acció física que no sigui també mental, o resultat d'una mental.
Aristòtil i altres filòsofs de l'antiguitat i posteriors, sobretot abans de desenvolupar-se la física clàssica, de vegades es referien a les accions corporals també entre cossos no humans. Per exemple Leibniz, contemporani de Newton, teoritzava sobre les accions de cossos físics i substàncies en general. Per a ell la realitat de l'acció era la realització del subjecte i, per tant, tota substància realitza una acció i en conté les raons. Les ments assumeixen les seves accions, al contrari que la matèria. No considera la intenció, que implica llibertat d'acció. Des de la física, s'ha desenvolupat el concepte d'acció, com a concepte amb equacions que depenen de la posició, la massa, la velocitat i el temps per a cossos no vius, sense voluntat ni intenció. (Vegeu Acció (física))